# ویکتور شومان
 ویکتور شومان (انگلیسی: Victor Schumann؛ زاده ۱۸۴۱ درگذشته ۱ سپتامبر ۱۹۱۳) یک فیزیک‌دان اهل آلمان بود.